# بانک ژاپن
بانک ژاپن (انگلیسی: Bank of Japan) بانک مرکزی ژاپن است، که در سال ۱۸۸۲ تأسیس شد.